# Club Nintendo
Club Nintendo war ein kostenfreier Mitgliedschaftsclub oder auch Loyalitätsprogramm von Nintendo mit Fokus auf die junge Spielerschaft. Darin wurde auf Spiele und Geräte von Nintendo eingegangen und dem jungen Klientel Game Boy, Nintendo Entertainment System (NES), Super Nintendo Entertainment System (SNES) und zum Ende hin die N64-Konsole unterhaltend zu unterbreiten.

## Publikation
Von 1989 bis Ende 2000 wurde das Magazin von Nintendo selbst herausgegeben, von Ausgabe 01/2001 an übernahm der Computec-Verlag die Zeitschrift. Club Nintendo war während seines Bestehens das offizielle Nintendo-Magazin im deutschsprachigen Raum. Im Gegensatz zu anderen Spielezeitschriften erhielten Spiele keine Wertungen und wurden stets positiv beschrieben.

### Geschichte
Bereits 1988 erschien für Mitglieder des Nintendo-Fanclubs der Newsletter Play Nintendo!, aus welchem 1989 das Magazin Club Nintendo entstand. Im ersten Jahr erschienen lediglich drei Ausgaben, ab 1990 wurde alle zwei Monate eine neue Ausgabe veröffentlicht. Chefredakteur war zunächst Ron Lakos, der Nintendo 1994 verließ und zu Sony wechselte. Er wurde durch Claude Moyse ersetzt. Ab 1991 waren im Heft Comics mit zahlreichen Nintendo-Charakteren, darunter insbesondere mit Mario, enthalten. Von 1990 an erschien das Magazin auch in Österreich und der Schweiz. 1999 wurde der bisherige Comic durch einen „N-Gang“ genannten Comic ersetzt.
Jedem Magazin lag in den ersten Jahren eine portobefreite austrennbare Postkarte bei, um sich im Club Nintendo als Mitglied aufnehmen zu lassen. Dort konnte man seinen vollständigen Namen und Adresse eintragen und diese Postkarte mit vorgefertigtem Empfänger zu Club Nintendo nach Großostheim schicken, um daraufhin eine Mitgliedschaft inkl. einer Karte im Scheckkartenformat zu erhalten. Die Karten waren dunkelblau mit einem grünen Textfeld, worauf Mitgliedsnummer und Name standen.
Anfang 2001 kam es zu internen Umstrukturierungen bei Nintendo Europe. Das Club-Nintendo-Magazin wurde vollständig überarbeitet, unter anderem fiel der Comic weg und die Seitenzahl wurde reduziert. Die Zeitschrift wurde an den Computec-Verlag ausgelagert und der langjährige Chefredakteur Claude Moyse durch Hans Ippisch ersetzt.
Das Club-Nintendo-Magazin wurde schließlich mit Ausgabe 04/2002 endgültig eingestellt. Abonnenten wurden in einem Schreiben auf die N-Zone verwiesen.
Auch außerhalb des deutschsprachigen Raums existierten Zeitschriften mit dem Namen Club Nintendo.

## Bonussystem
Von 2003 an wurde unter dem Namen Club Nintendo ein Bonussystem der Firma Nintendo in Japan im Internet betrieben. Im europäischen Raum folgte es 2006, in den USA im Jahr 2008. Durch das Bonussystem konnten Mitglieder mithilfe von Code-Karten, die jedem gekauften Spiel von Nintendo beilagen, Punkte erhalten. Diese ließen sich dann gegen Spiele oder Merchandising-Artikel von Nintendo eintauschen.
Das traditionelle Club-Nintendo-Bonussystem wurde zum 2. Oktober 2015 offiziell abgeschaltet. Die Frist für Nintendo-eShop-Titel, die dem Sternesystem angehören, endete bereits am 20. April 2015. Danach war auch der Club-Nintendo-Login nicht mehr möglich. Das Club-Nintendo-Sternesystem wurde ab März 2016 durch das System My Nintendo ersetzt.